# Tracy Goddard
Tracy Goddard, född den 29 november 1969, är en brittisk före detta friidrottare som tävlade i kortdistanslöpning.
Goodards främsta merit är att hon ingick i stafettlaget på 4 x 400 meter som blev bronsmedaljörer vid VM 1993 i Stuttgart.

## Personliga rekord
- 400 meter - 54,21 från 1994